# Liste de musées en Roumanie
Liste des musées de Roumanie par județ :

## Bucarest
- Musée de l'Aviation
- Musée national d'art de Roumanie
- Musée d'art „Theodor Aman”
- Musée d'art „Gheorghe Tăttărescu”
- Musée d'art „Zambaccian”
- Musée juif de Bucarest
- Musée national des cartes et livres anciens („Muzeul Național al Hărților și Cărții Vechi”)
- Musée des chemins de fer roumains
- Musée national de géologie
- Musée national d'histoire de Roumanie
- Muséum d'histoire naturelle „Grigore Antipa”
- Musée de l'Observatoire astronomique „Amiral Vasile Urseanu”
- Musée de philatélie de Roumanie
- Musée national du village „Dimitrie Gusti” (Muzeul Național al Satului „Dimitrie Gusti”)
- Musée du Paysan roumain („Muzeul Țăranului Român”)
- Musée technique „Dimitrie Leonida”
- Musée municipal de Bucarest

## Județ d'Arad
- Musées d'Arad
- Musée de la pâtisserie Ioan-Gui

## Județ de Bihor
- Musée de Crișana, Oradea

## Județ de Botoșani
- Musée du Județ de Botoșani

## Județ de Brașov
- Musée d'art de Brașov
- Musée Casa Mureșenilor, Brașov

## Județ de Cluj
Musées de Cluj :
- Musée national d'histoire de la Transylvanie
- Musée ethnographique de Transylvanie
- Musée des Beaux-Arts
- Musée de la pharmacie
- Musée de spéléologie
- Musée de l'eau
- Musée de minéralogie
- Musée botanique
- Musée de paléontologie et de stratigraphie
- Musée zoologique
- Musée de l'Université Babeș-Bolyai

## Județ de Constanța
- Musée d'archéologie d'Adamclisi consacré à la bataille d'Adamclisi
- Musée d'archéologie et d'histoire
- Musée d'art
- Muséum d'histoire naturelle („Complexul Muzeal de Ştiinţe ale Naturii din Constanța”, comprenant un aquarium, une mini-réserve naturelle „Delta du Danube”, une volière exotique, un marineland et un planétarium)
- Musée de la marine
- Musée de la mer Noire
- Musée du port de Constanța
- Musée d'Art Populaire à Constanța
- Musée de sculpture „Ion Jalea”
- Musée d'archéologie et d'histoire de Histria

## Județ de Covasna
- Musée du pays de Baraolt, Baraolt/Barót
- Collection d'art de Cașinu Mic, Sânzieni/Kiskászon
- Musée ethnographique Haszmann-Pál, Cernat/Csernáton
- Casa Memorială „Gyárfás Jenő”, Sfântu Gheorghe/Sepsiszentgyörgy
- Musée national des Carpates orientaux, Sfântu Gheorghe/Sepsiszentgyörgy
- Musée national des Sicules, Sfântu Gheorghe/Sepsiszentgyörgy
- Musée des anciennes guildes des métiers (Muzeul Breslelor), Târgu Secuiesc/Kézdivásárhely
- Musée ethnographique des Csangos, Zăbala/Zabola

## Județ de Harghita
- Château Mikó de Miercurea-Ciuc/Csíkszereda

## Județ de Ialomița
- Musée national de l'agriculture, Slobozia
- Musée d'histoire de Ialomița

## Județ de Maramureș
- Mémorial de Sighet, à Sighetu Marmației

## Județ de Mureș
- Musée d'ethnographie et d'art populaire de Târgu Mureș/Marosvásárhely
- Musée des sciences naturelles de Târgu Mureș/Marosvásárhely

## Județ de Neamț
- Musée d'histoire Roman
- Musée d'art de la ville de Roman Roman
- Musée des sciences naturelles de Roman Roman

## Județ de Sibiu
- Musée Brukenthal
- Musée Franz-Binder
- Musée des locomotives à vapeur de Sibiu
- Musée ASTRA et sa section en plein air, le Musée d'arts et métiers populaires (en roumain : Muzeul Tehnicii Populare)
- Musée des arméniens de Transylvanie à Dumbrăveni

## Județ de Suceava
- Musée du village de Bucovina
- Musée national d'histoire de Bucovina
- Musée d'ethnographie Samuil & Eugenia-Ioneț de Rădăuți
- Musée Ioan-Țugui de Câmpulung Moldovenesc

## Județ de Timiș
- Musée des Beaux-Arts de Timișoara
- Musée du Banat
- Musée du village de Banat

## Județ de Tulcea
- Musée d'art oriental de Babadag, Babadag
- Musée du Delta de Tulcea, Tulcea
- Écomusée rural d'Enisala (Gospodăria Țărănească de la Enisala), Enisala
- Musée du monastère orthodoxe Cocoș
- Monument paléochrétien de Niculițel, Niculițel
- Musée du monastère orthodoxe Celicdere
- Musée d'art de Tulcea, Tulcea
- Musée d'ethnographie et de folklore de Tulcea, Tulcea
- Musée d'histoire de Tulcea, Tulcea

## Județ de Vaslui
- Musée Ștefan-cel-Mare de Vaslui
- Musée Vasile-Pârvan de Bârlad
- Musée municipal de Huși

## Județ de Vâlcea
- Musée du village de Vâlcea